# Delanie Walker
Pour les articles homonymes, voir Walker.
(en) Statistiques sur pro-football-reference
Delanie Walker, né le 12 août 1984 à Pomona, est un américain, joueur professionnel de football américain ayant évolué au poste de tight end en National Football League (NFL) pendant quatorze saisons.
Après ses sept premières saisons dans la ligue (2006-2012) jouées pour la franchise des 49ers de San Francisco, il est engagé par les Titans du Tennessee. Il y reste également sept saisons (2013-2019) au cours desquelles il est sélectionné à trois reprises au Pro Bowl (2015-2017).
Il est libéré par les Titans le 13 mars 2020 après avoir manqué 25 matchs de saison régulière lors de ses deux dernières saisons à la suite d'une blessure à la cheville.
Il annonce sa retraite le 18 octobre 2022 après avoir signé un contrat d'un jour avec les Titans.
Avec les 49ers, il perd 31 à 34 le Super Bowl XLVII joué contre les Ravens de Baltimore.